# Pengaraneus qingtian
Genre
Espèce
Pengaraneus qingtian, unique représentant du genre Pengaraneus, est une espèce d'araignées aranéomorphes de la famille des Araneidae.

## Distribution
Cette espèce est endémique du Yunnan en Chine,. Elle se rencontre dans le xian de Mengla.

## Description
Le mâle holotype mesure 2,40 mm et la femelle paratype 3,45 mm, les femelles mesurent de 2,90 à 4,25 mm.

## Systématique et taxinomie
Cette espèce a été décrite par Mi, Wang et Li en 2024.
Ce genre a été décrit par Mi, Wang et Li en 2024 dans les Araneidae.

## Étymologie
Son nom d'espèce lui a été donné en référence à la chanson qing tian de Jay Chou.
Ce genre est nommé en l'honneur de Xian-jin Peng.

## Publications originales
- Mi, Wang & Li, 2024 : « Description of six new genera and twenty species of the orb-weaver spider family Araneidae (Araneae, Araneoidea) from Xishuangbanna, Yunnan, China. » Zoological Research: Diversity and Conservation, vol. 1, no 4, p. 290-341 (texte intégral).